# إفنجيليكا
افنجليكا (Evangelica) كانت مجلة أمريكية بدأت في عام 1980 في كاليفورنيا بعد الطرد المثير للجدل للاهوتي ديزموند فورد .
كان مؤسسو المجلة من طلاب الدراسات العليا في جامعة اندروز. تم نشرها حتى عام 1987 ، وكان لها منظور «الإنجيلية السبتية». حرمت إدارة الجامعة والكنيسة المجلة وحظرت توزيعها كما هددت مركز النشر.

## التاريخ
تأسست في عام 1980  بعد إقالة ديزموند فورد من مناصب وزارية وتعليمية بسبب انتقاداته لتدريس حكم التحقيق للكنيسة السبتية. سرعان ما شكّل فورد خدمته الإنجيلية غير الطائفية الخاصة به .
تأسست إفانجيليكا في نابا بولاية كاليفورنيا .  روّجت إيفانجليكا لقضية المجيء الإنجيلي.  يصفها أحد المؤلفين بأنها «مكرسة كليًا لوجهة نظر الفورديان بشأن البر بالإيمان .» 
تم نشرها بالتناوب مع تحديث المجلة (رقم المكتبة 9883255 ).  تحديث إيفانجليكا نُشر من عام 1982 حتى عام 1998 وأيضًا في عام 1993. توقفت إيفانجليكا عن النشر عام 1987. 

### المحررين
- آلان كراندال [6]

بارت ويلروث، محرر مساعد وألكسندر لابريك، محرر مشارك